# Drimys piperita
Drimys piperita är en tvåhjärtbladig växtart som beskrevs av Joseph Dalton Hooker. Drimys piperita ingår i släktet Drimys och familjen Winteraceae. Inga underarter finns listade.